# 潭雅神自行車道

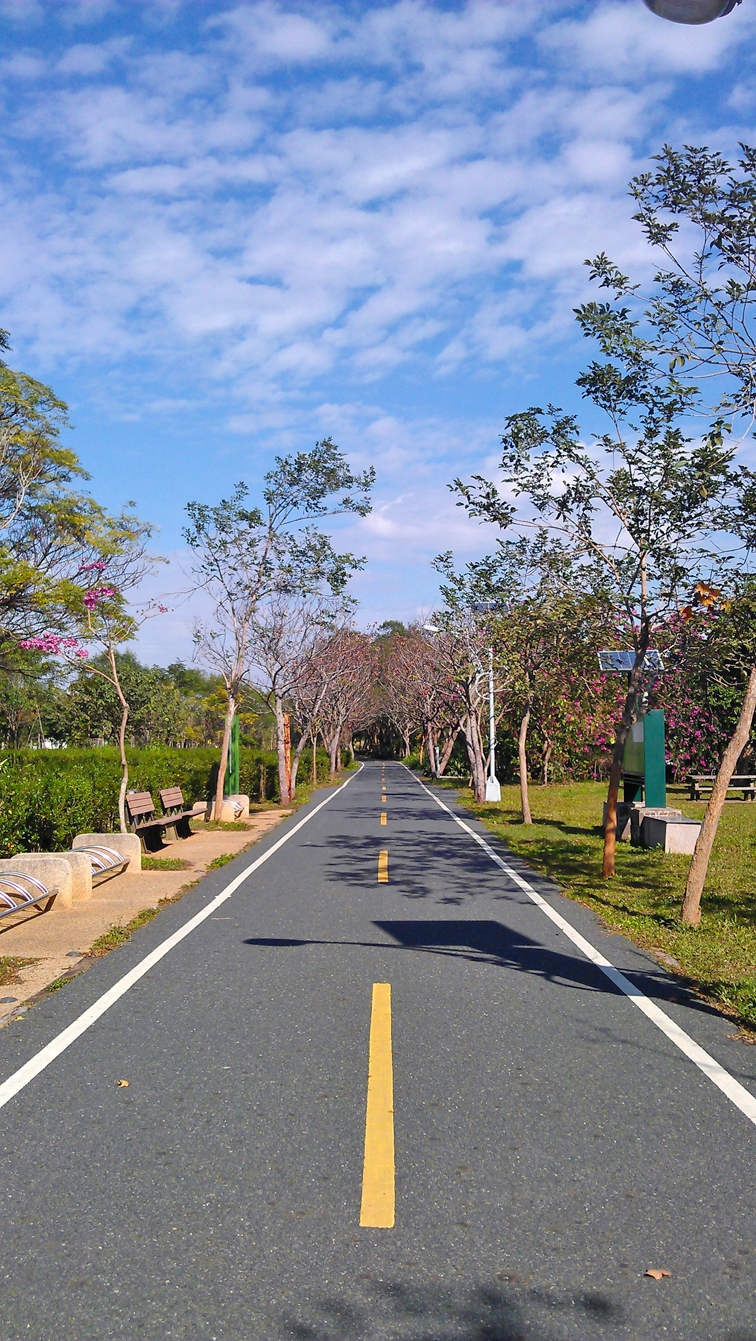
潭雅神自行車道清泉崗段

潭雅神自行車道（亦稱潭雅神綠園道）是臺灣一條由臺灣鐵路管理局神岡線鐵路改建的自行車專用道為主的旅遊路線，路線以臺中市潭子區中山路（台三線）為東端點，向西行經潭子區、豐原區交界帶及神岡區、大雅區四個區進至清泉崗西端終點站，於2004年5月2日啟用。

## 路線資料

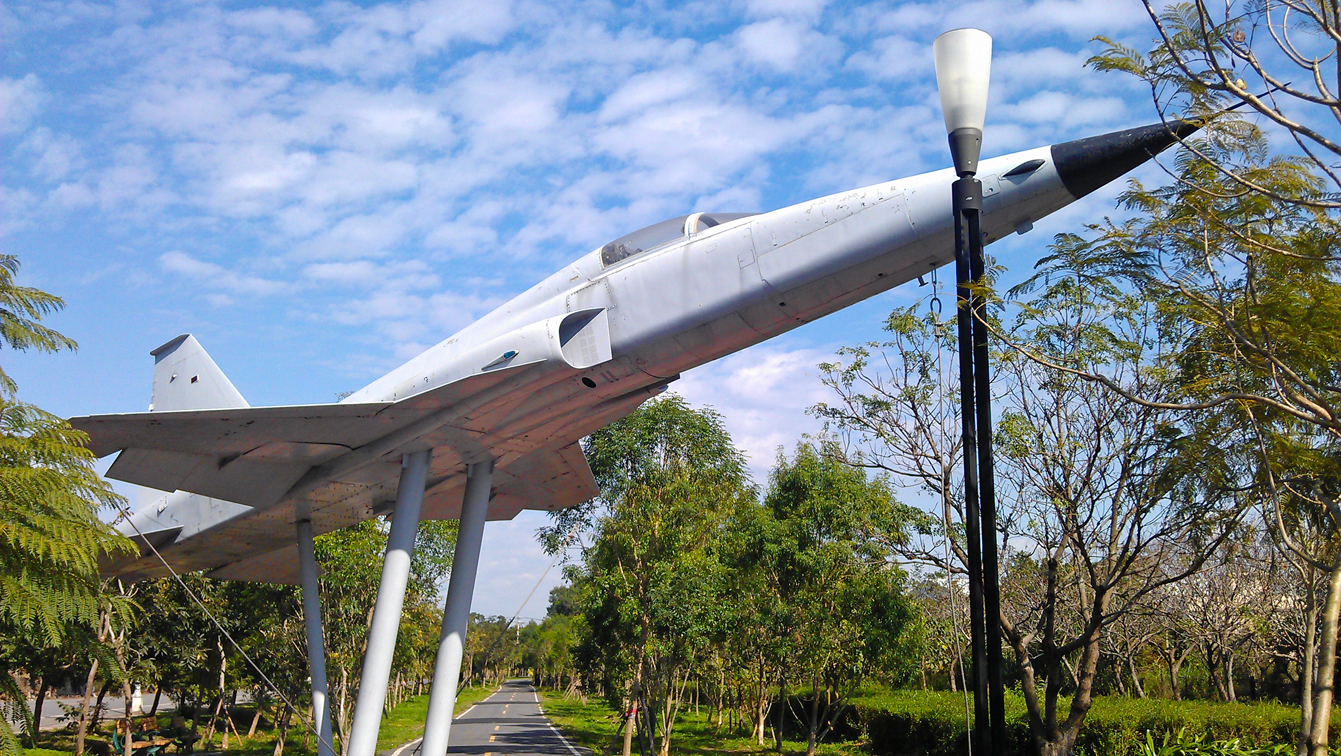
清泉崗段的國軍除役F-5E戰機展示

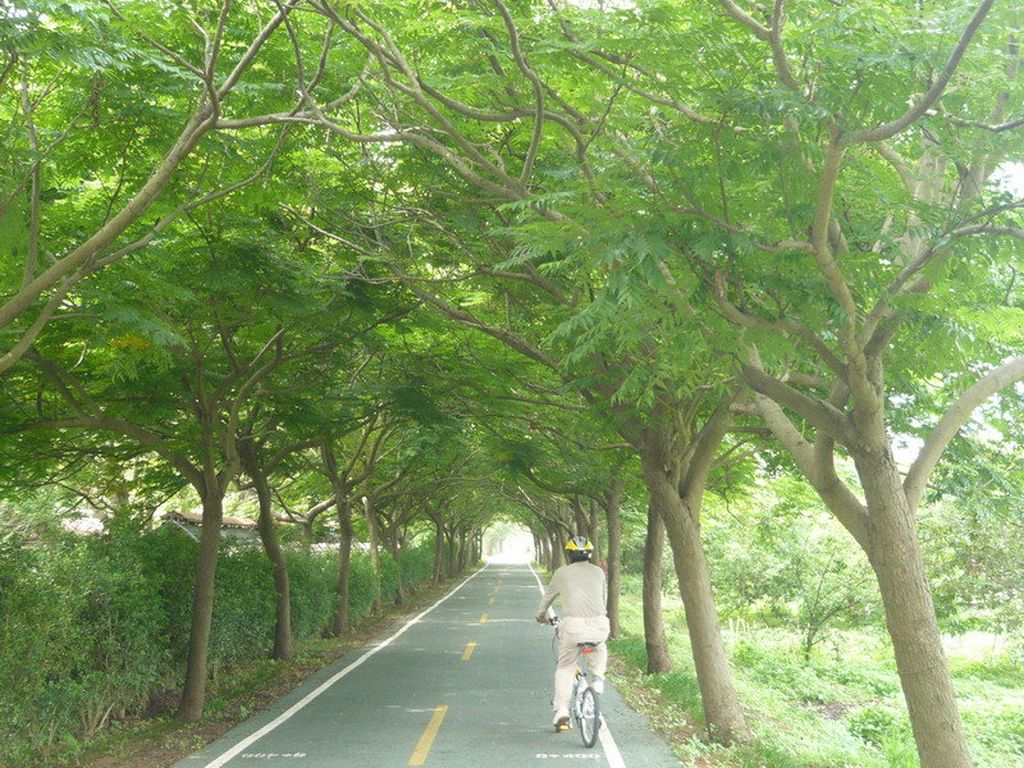
潭雅神自行車道

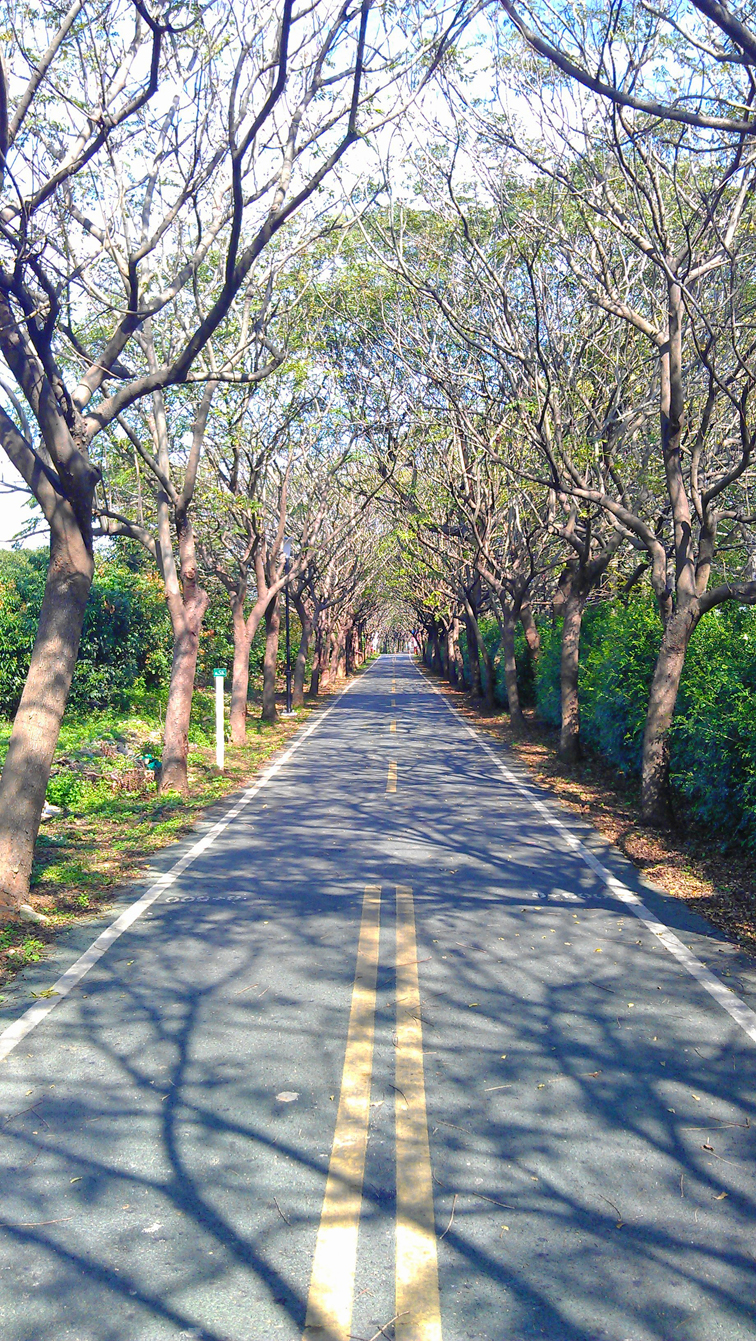
潭雅神自行車道清泉崗段

- 管轄：臺中市政府
- 路線距離：潭子區＝清泉崗間13公里
- 僅有三輪以下自行車可行駛此道路。

## 簡介
潭雅神綠園道是繼東豐自行車道後，第二條利用舊鐵道興建而成的自行車專用道，自行車道路線從潭子區中山路起，延潭子區、豐原區交界帶，通過大雅區、神岡區，至清泉崗機場附近的忠義里復興餐廳，並延伸到秀山里的中部科學工業園區。全長共十三公里，寬約八至十公尺的路面。
自潭子加工區旁中山路二段的起點，沿途有自行車專用的潭富陸橋、崇德陸橋、民生陸橋、社南里大樟樹、紅圳頭義民祠、三民南陸橋、F-5E戰鬥機廣場、神岡火車站、中清陸橋、陳列M48A3型戰車的戰車公園等景點
。
「崇德路自行車專用路橋」為台灣首座的自行車專用路橋，2005年10月25日啟用，横跨崇德路，橋面約45公尺，橋長共計322公尺。
中清路自行車專用路橋已予2009年啟用。
配合臺中都會區鐵路高架捷運化計畫鐵道綠廊潭心計畫，將興建中山路自行車專用路橋並延伸至潭子車站。

## 外部連結
- 大台中觀光旅遊網－潭雅神自行車道 （页面存档备份，存于）

1. ↑  徐義雄. . 《中華日報》. 2015-01-28  [2017-08-21]. （原始内容存档于2017-08-21） （中文（臺灣））.
2. ↑  自行車議題239:中清自行車陸橋完成　潭雅神鐵馬車道全線暢通安全有保障 （页面存档备份，存于）.《blog》. 2009-07-15.
3. ↑  施作鐵道綠廊工程 潭雅神綠園道前段將封閉至明年7月.《ShareLife 台灣旅遊趣》. 2019-09-30.